# Moulay Larbi
Moulay Larbi (anciennement Wagram) est une commune de la wilaya de Saïda en Algérie.

## Histoire

### Époque de l'Algérie française
À l'époque de l'Algérie française, la ville s'appelait Wagram et était de 1958 à 1962 dans le département de Saïda.

### Guerre d'Algérie
Les 30 et 31 mai 1957, deux jours après le massacre du douar Ilemane près de Melouza, plus de 30 personnes de Wagram (aujourd'hui Moulay Larbi) et d'Aïn Manaa ont été massacrées par le FLN pour leur sympathie messaliste (MNA).